# República do Daomé
A República do Daomé (em francês: République du Dahomey) foi estabelecida em 11 de dezembro de 1958, como uma Colónia autónoma dentro da Comunidade francesa. Antes da obtenção de autonomia tinha sido o Daomé Francês, parte da União Francesa. Em 1 de agosto, 1960 ela alcançou a plena independência da França.
Em 1975, o país foi renomeado República Popular do Benim após o Golfo do Benim (não alheios ao histórico Império do Benim) desde que o "Benim", diferentemente do "Daomé", foi considerado politicamente neutro para todos os grupos étnicos no estado.

## História
A República do Daomé tornou-se independente da França em 1 de agosto de 1960. Nas palavras do historiador Martin Meredith, o jovem país "estava atravancado com todas as dificuldades imagináveis: uma pequena faixa de território que se projeta para o interior a partir da costa, estava sobrecarregada, insolvente e assolada por divisões tribais, enormes dívidas, desemprego, frequentes greves e uma luta interminável pelo poder entre três líderes políticos rivais". Esses rivais eram Justin Ahomadégbé-Tomêtin, que dominava as regiões sul e central do país, Sourou-Migan Apithy, que dominava o sudeste, e Hubert Maga, cuja base de poder estava localizada no norte.
Após a independência, Maga tornou-se o primeiro presidente do Daomé. Uma crise política em 1958, antes da independência, levou o Movimento Democrático do Daomé, de Maga, a unir-se a um governo de coalizão, com uma crise subsequente que levou Maga a se tornar chefe de governo em abril de 1959. Este compromisso, no entanto, foi incapaz de resolver os problemas do Daomé, e uma revolta eclodiu em outubro de 1963, culminando em um golpe de Estado e a substituição de Maga como presidente por Apithy. Isso também falhou em trazer estabilidade, e Apithy foi removido em outro golpe de Estado, em dezembro de 1965.
Na sequência do golpe de 1965, o coronel Christophe Soglo tornou-se presidente. Veterano do exército francês, via-se como um Charles de Gaulle do Daomé, banindo toda a atividade política com o objetivo declarado de estabilizar o país. O governo civil foi de fato restaurado em 1968, porém os tumultos dos anos anteriores fizeram com que o exército permanecesse como um ator fundamental na política do Daomé, com presidentes civis legitimados por seus apoiadores militares. Em outubro de 1972, um golpe de Estado (o quinto na história do país) liderado por Mathieu Kérékou removeu o governo civil (que havia sido liderado por um triunvirato composto por Ahomadégbé, Apithy e Maga). Kérékou iria proclamar seu apoio ao marxismo-leninismo, declarando o fim da República do Daomé e o estabelecimento da República Popular do Benim em 30 de novembro de 1975.